# Chrysiptera giti
Chrysiptera giti är en fiskart som beskrevs av Allen och Erdmann 2008. Chrysiptera giti ingår i släktet Chrysiptera och familjen Pomacentridae. Inga underarter finns listade i Catalogue of Life.